# Nikolaj Villumsen

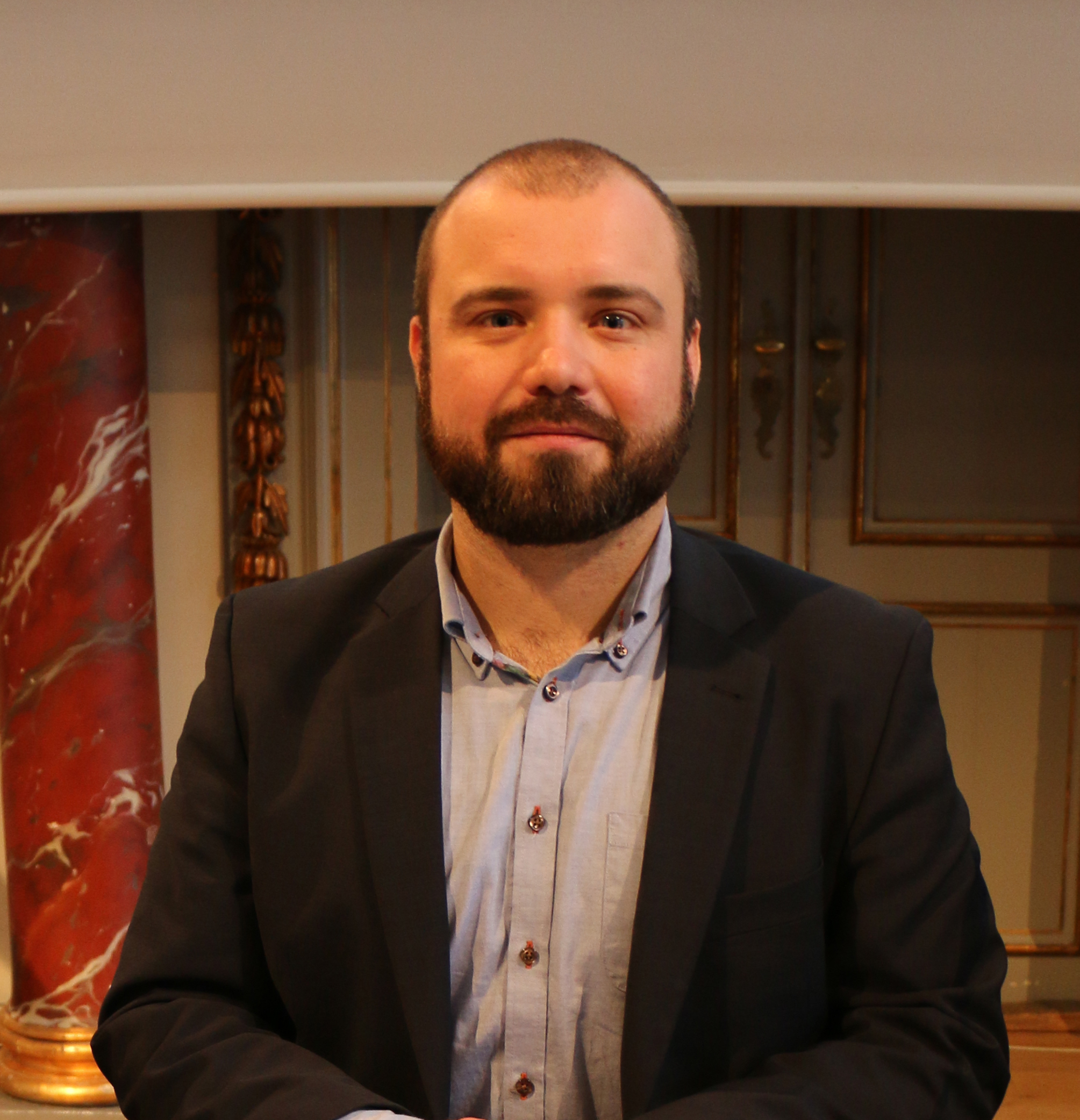
Nikolaj Villumsen (2013)

Nikolaj Villumsen (* 28. Februar 1983 in Aarhus) ist ein dänischer Politiker (Enhedslisten). Von 2011 bis 2019 war Villumsen Abgeordneter des Folketing. Seit der Europawahl 2019 ist Villumsen Mitglied des Europäischen Parlaments als Teil der Konföderalen Fraktion der Vereinten Europäischen Linken/Nordische Grüne Linke.

## Leben

### Jugend und Ausbildung
Nikolaj Villumsen wurde am 28. Februar 1983 in der jütländischen Stadt Aarhus geboren und wuchs dort auch auf. Er absolvierte bis 2003 seine Schulausbildung an der Sølystskolen und dem Risskov-Gymnasium in Aarhus, anschließend leistete er von 2003 bis 2004 einen Freiwilligendienst bei der studentischen Entwicklungszusammenarbeit Operation Dagsværk ab. Von 2004 bis 2008 arbeitete Villumsen als Gesundheitspfleger. Parallel dazu begann er 2005 ein Studium in Geschichte an der Universität Kopenhagen, das er 2009 abschloss.
2007/08 war Villumsen wissenschaftlicher Mitarbeiter für Dansk Folkemindesamling, anschließend absolvierte er einen Praktikum beim dänischen Europaabgeordneten Søren Søndergaard (Folkebevægelsen mod EU). Danach arbeitete Villumsen zeitweilig für das Københavns Museum und den Dänischen Studierendenrat.

### Politisches Engagement

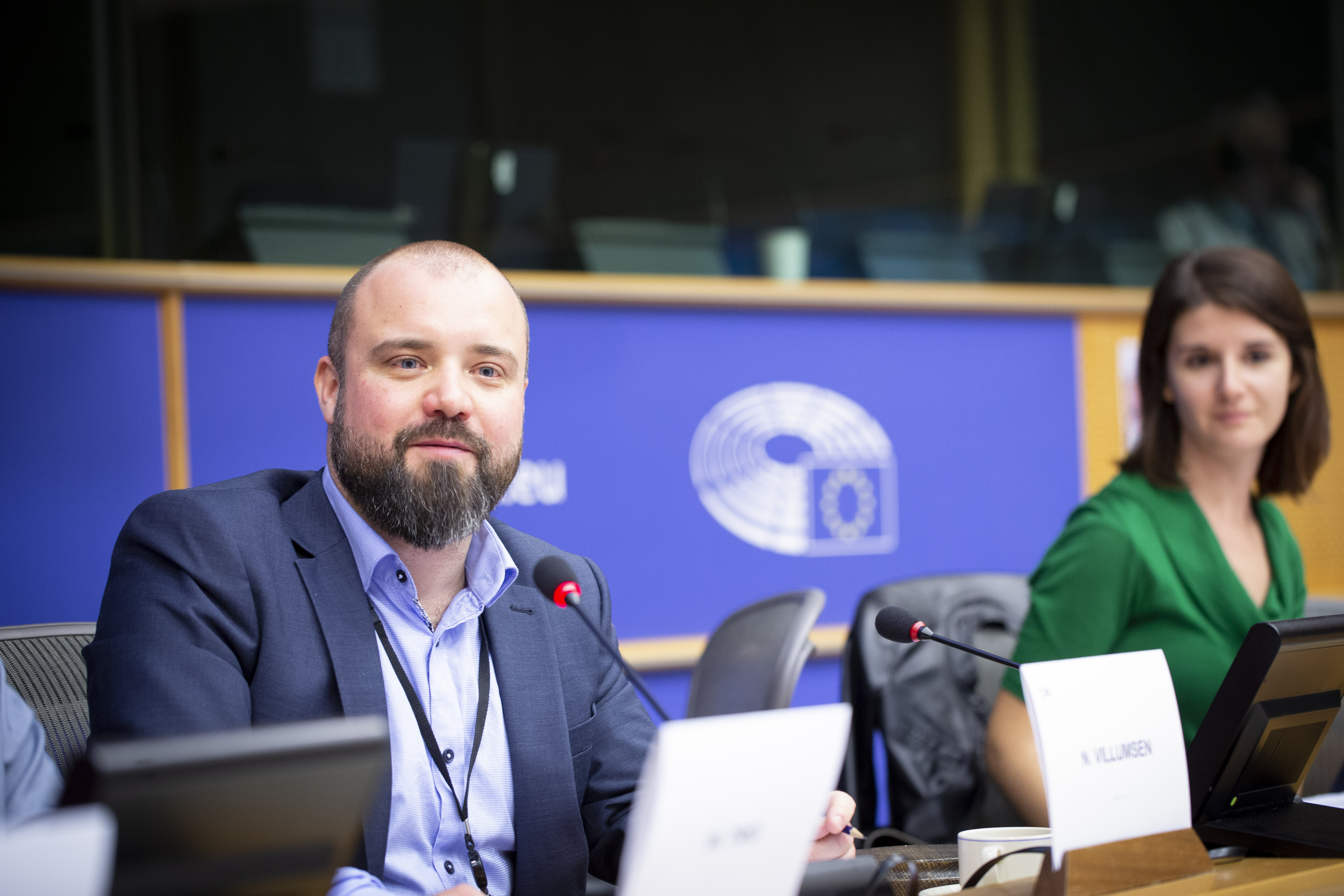
Villumsen im Europäischen Parlament (2019)

Villumsen ist seit seiner Jugend politisch aktiv. Zwischenzeitlich gehörte er zur Führung der Socialistisk UngdomsFront, eine Jugendorganisation, die der Enhedslisten nahesteht. 2000 trat er der Enhedslisten-Partei bei, 2008 wählte ihn die Mitglied in den Vorstand. Parallel zu seinem Engagement für die Enhedslisten war Villumsen von 2008 bis 2010 auch Mitglied im Vorstand der Folkebevægelsen mod EU. 2009 war Villumsen Mitorganisator der Großdemo bei der UN-Klimakonferenz in Kopenhagen.
Bei der Folketingwahl 2011 gewann er ein Mandat für die Enhedslisten im Wahlkreis Seeland, den er bis 2015 vertrat. Bei der Folketingwahl 2015 kandidierte er in Ostjütland und gewann erneut ein Mandat für die Enhedslisten. Nach eigenen Angaben legte in seiner Zeit im Folketing den Schwerpunkt vor allem auf Verteidigungs-, Außen- und Europapolitik, sowie Menschenrechte. Als Folketing-Mitglied war Villumsen auch Mitglied der Parlamentarischen Versammlung des Europarates.
Für die Europawahl 2019 entschied sich die Enhedslisten, nicht wie bisher die Schwesterpartei Folkebevægelsen mod EU zu unterstützen, sondern erstmals selbst anzutreten. Die Partei wählte Villumsen auf den ersten Listenplatz. Bei den Wahlen errang die Enhedslisten 5,5 Prozent und damit eines der 14 dänischen Mandate. Villumsen gab sein Mandat im Folketing auf und zog ins Europäische Parlament, wo er der Konföderalen Fraktion der Vereinten Europäischen Linken/Nordische Grüne Linke beitrat. Für die Fraktion ist er Mitglied im Ausschuss für Beschäftigung und soziale Angelegenheiten, im Ausschuss für Umweltfragen, öffentliche Gesundheit und Lebensmittelsicherheit ist er stellvertretendes Mitglied.

### Privat
Villumsen lebt mit seinem Partner in Herlev und hat eine Tochter.